# Borgiagroep

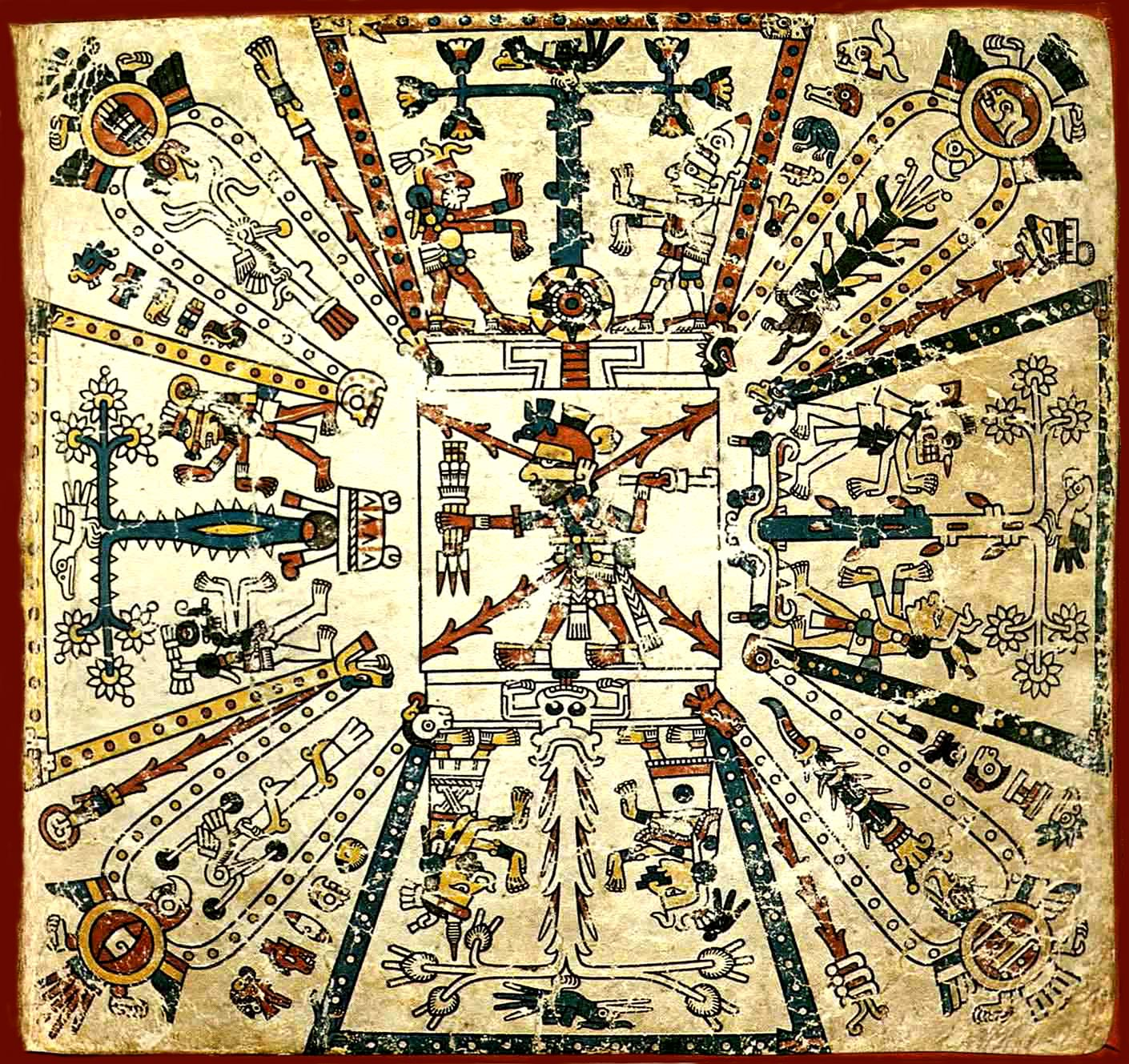
De eerste pagina van de Codex Fejérváry-Mayer.

De Borgiagroep is een groep precolumbiaanse documenten uit Centraal-Mexico. Ze onderscheiden zich met name door hun religieuze inhoud, terwijl de Precolumbiaanse codices van de Mixteken met name historisch van aard zijn. De plaats waar de codices zijn gemaakt en door wie ze zijn gemaakt is nog steeds onderdeel van debat. De eerste die deze groep identificeerde was Eduard Seler.
De belangrijkste leden van de Borgiagroep zijn:
- De Codex Borgia, waar de groep naar is vernoemd. De codex zelf is vernoemd naar de Italiaanse kardinaal Stefano Borgia, die de eigenaar van de codex was tot de Vaticaanse Bibliotheek het in zijn bezit kreeg.
- De Codex Cospi.
- De Codex Fejérváry-Mayer.
- De Codex Laud.
- De Codex Vaticanus B.

De onderstaande codices zijn soms ook onderdeel van de Borgia Groep:
- De Aubin Manuscript No. 20, of Fonds mexicain 20.
- De Codex Porfirio Díaz.